# Sidydrassus
Sidydrassus Esyunin & Tuneva, 2002 è un genere di ragni appartenente alla famiglia Gnaphosidae.

## Distribuzione
Le 3 specie note di questo genere sono state reperite nell'Asia centrale: la specie dall'areale più vasto è la S. shumakovi, rinvenuta in Russia e Kazakistan.

## Tassonomia
Per la determinazione delle caratteristiche di questo genere sono stati presi in considerazione gli esemplari denominati Drassodes shumakovi (Spassky, 1934).
Non sono stati esaminati esemplari di questo genere dal 2011.
Attualmente, a gennaio 2016, si compone di 3 specie:
- Sidydrassus rogue Tuneva, 2004 — Kazakistan
- Sidydrassus shumakovi (Spassky, 1934)[2] — Russia, Kazakistan
- Sidydrassus tianschanicus (Hu & Wu, 1989) — Cina